# Mitchie Brusco
Mitchie Brusco (Kirkland, Washington, 20 de fevereiro de 1997) é um skatista profissional americano.
Começou a andar de skate aos 3 anos de idade numa pequena pista de um shopping da cidade de Kirkland Washington, em Seattle; foi quando ganhou Little Tricky como apelido, por ser tão pequeno e conseguir fazer muitas boas manobras. Tornou-se profissional aos 14. 
Em 2011, com apenas 14 anos, na NESCAU® MegaRampa acertou, pela primeira vez, durante os treinos de aquecimento, o 900º e repetiu o feito também no campeonato, tornando-se a segunda pessoa a acertar essa manobra no quarterpipe do Big Air (Megarrampa); e a primeira dentro de alguma competição, o que lhe rendeu 87,57 pontos e uma medalha de prata.
Em fevereiro de 2013, então com 15 anos, classificou-se para a final do Maresia Vert Jam em primeiro lugar com 76,33 pontos, competição da qual sairia com medalha de bronze.
Em 17 de maio de 2013, ele se tornou o primeiro skatista da história a conseguir, com sucesso, o 1080º em uma competição na Megarrampa no X Games e a terceira pessoa conhecida que já realizou a manobra.
A 3 de Agosto de 2019, Mitchie Brusco tornou-se no primeiro skater a conseguir, com sucesso, um 1260º na final de "The Real Cost Skateboard Big Air" um dos eventos de XGames. 

Contudo o feito não lhe permitiu conseguir a medalha de ouro, ficando assim em segundo lugar na competição, perdendo o evento para Elliot Sloan.

## Ver Também
- Bob Burnquist
- Jake Brown
- Shaun White